# Iglesia de San Bartolomé Apóstol (Borriol)
La iglesia parroquial de San Bartolomé Apóstol, sita en la calle Palacio, 1 y con oficinas en la calle Sanchis Guarner, 17 de Borriol, en la comarca de la Plana Alta en Castellón, es un lugar de culto declarado de modo genérico Bien de Relevancia Local, en la categoría de Monumento de interés local, según la Disposición Adicional Quinta de la Ley 5/2007, de 9 de febrero, de la Generalidad Valenciana, de modificación de la Ley 4/1998, de 11 de junio, del Patrimonio Cultural Valenciano (DOCV Núm. 5.449 / 13/02/2007), con código autonómico 12.05.031-001.

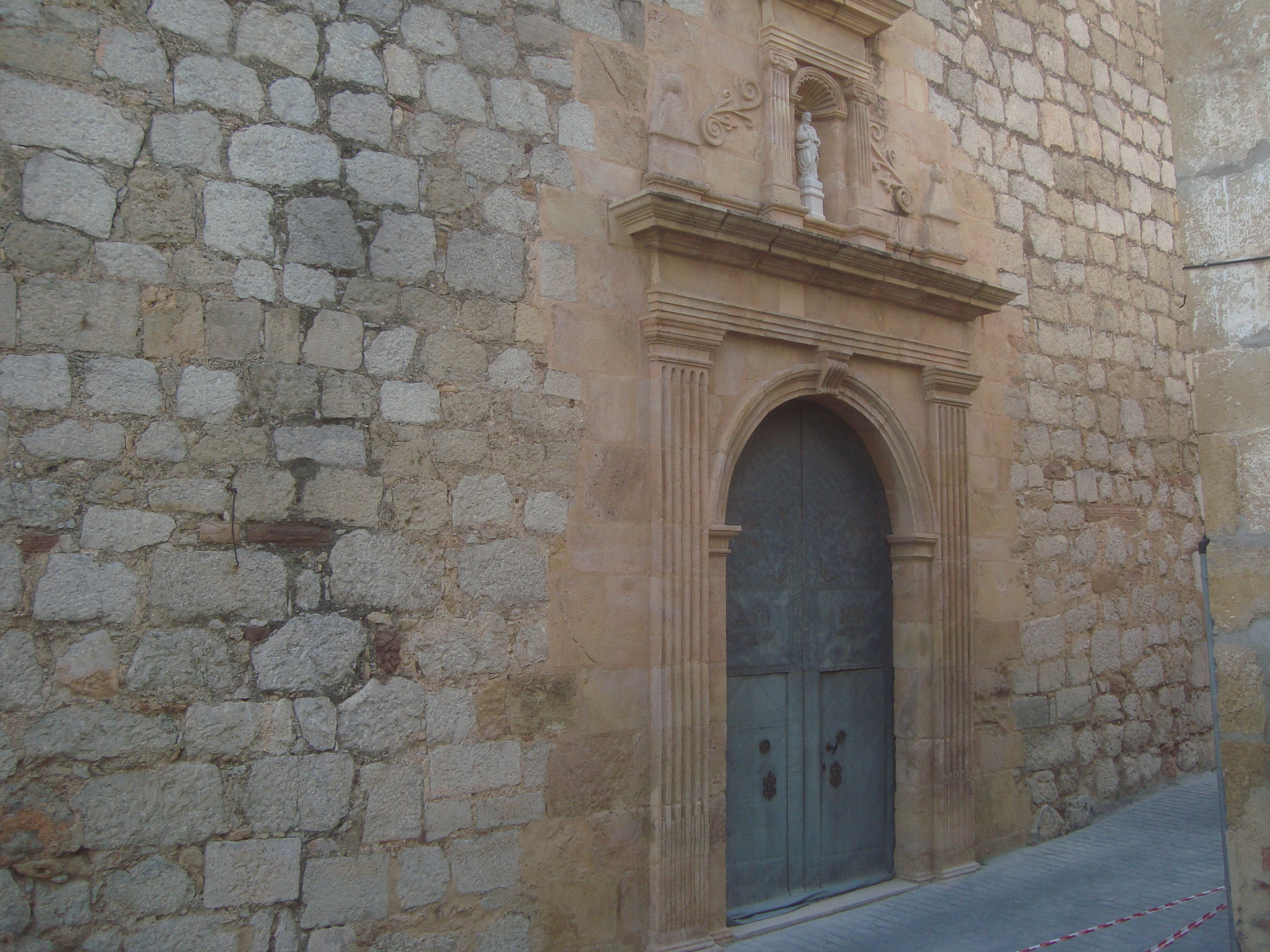
Portada de la Iglesia Parroquial de San Bartolomé Apóstol de Borriol.

## Descripción
La parroquia pertenece a a Diócesis de Segorbe Castellón, y está adscrita al arciprestazgo número 13, conocido como de San Miguel Arcángel (Pla de l’Arc).
La iglesia está datada de los  siglos XVI y XVIII. Se trata de un edificio de planta basilical y cuatro crujías, capillas laterales (entre contrafuertes), presbiterio poligonal, impresionante bóveda de arista e interesantes frescos decorativos con escenas alegóricas al santo de la advocación, san Bartolomé apóstol.